# جنبش ۲۶ ژوئیه
جنبش ۲۶ ژوئیه (به اسپانیایی: Movimiento 26 de Julio)، تشکیلات انقلابی‌ای بود که به‌رهبری فیدل کاسترو در سال ۱۹۵۹ حکومت ژنرال باتیستا در کوبا را برانداخت. نام این تشکیلات در اصل از حملهٔ ناموفق به یک سربازخانه در سانتیاگو د کوبا که در ۲۶ ژوئیه ۱۹۵۳ اتفاق افتاد گرفته شد. این جنبش در سال ۱۹۵۵ در مکزیک توسط ۸۱ نفر از انقلابیونِ در تبعید از جمله فیدل و برادرش رائول کاسترو و چه گوارای آرژانتینی، مجدداً تشکیل یافت. هدف آن‌ها تشکیل دادن قدرتی تعلیم‌یافته برای سرنگونی باتیستا بود. بعضی از اعضای این جنبش که در کوبا اقامت داشتند با ایجاد کردن آشوب‌های مختلف سعی در ابراز نارضایتی خود به وضعیت سیاسی کوبا نمودند.
در ۲ دسامبر ۱۹۵۶، این گروه پس از سفری طولانی با قایقی کوچک به نام گرانما، به قصد برپائی و رهبری انقلاب برای سرنگونی رژیم باتیستا، پا به خاک کوبا گذاشتند. ورود آن‌ها به کوبا در روز روشن صورت گرفته بود و به همین دلیل توسط نیروی هوایی کوبا شناسایی شدند. علاوه بر این، افراد گروه به دو قسمت تقسیم شده و دو روز در سرگردانی و گمشدگی به‌سر بردند. این باعث شد که بیشتر آذوقه و تدارکات‌شان در همان‌جایی که وارد خاک کوبا شده بودند باقی بماند.
پس از دو روز آن‌ها دوباره به‌هم پیوستند و به‌سوی کوه‌های سیه‌را مائسترا به‌راه افتادند. در آن‌جا با ارتش کوبا درگیر شدند و این سرآغاز جنگ انقلاب کوبا بود. این جنگ دو سال بعد، پس از این که باتیستا در روز سال نو کوبا را ترک کرد، در ژانویه ۱۹۵۹ پایان یافت. پس از پایان انقلاب، از ۸۱ نفری که در دوم دسامبر ۱۹۵۶ وارد کوبا شده بودند فقط ۱۲ نفر باقی‌مانده بودند که در سیه‌را مائسترا دوباره به‌هم بپیوندند.
پس از پیروزی انقلاب کوبا، افراد دیگری به جنبش ۲۶ ژوئیه پیوستند و حزب متحد انقلاب سوسیالیستی کوبا را تشکیل دادند که نهایتاً در سال ۱۹۶۵ تبدیل به حزب کمونیست کوبا شد.

## اعضا
اولین گروه رهبری جنبش ۲۶ ژوئیه از انقلابیون زیر تشکیل شده بود:
- فیدل کاسترو
- ملبا هرناندز
- هایدی سانتاماریا
- آنتونیو نیکو لوپز
- پدرو میرت پریتو
- خوزه آ. "پپه" سوارز
- پدرو سلستینو اگیلرا
- فاوستینو پرز
- آرماندو هارت
- لوئیس بارتو میلیان
- جسی مونتانه
- خوان مانوئل مارکز [۱]

رهبران سیاسی دیگر که بخشی از جنبش ۲۶ ژوئیه بودند:
- چه گوارا
- کامیلو سینفوئگوس
- رائول کاسترو
- خوان آلمیدا
- سلیا سانچز
- هوبر ماتوس
- کارلوس فرانکی
- رائول چیبوس
- آبل سانتاماریا
- فرانک پایس
- آگستون ناوارت ساربابوس
- رائول مارتینز آراراس
- خوزه پایس
- اکیزنیو آمیوزرس
- عثمانی سینفوئگوس
- رامیرو والدز
- خوزه پردو للادا
- تئودولیو میچل
- پدرو لوئیس بیتل ابراهام
- مانوئل آرتیمه